# Йордан Миялков
Йордан Миялков (на македонска литературна норма: Јордан Мијалков) е политик от Северна Македония.

## Биография
Миялков е роден през 1932 г. в град Щип, тогава в Югославия, днес в Северна Македония. В периода от 20 март 1991 до 19 декември 1991 г. е министър на вътрешните работи.
Умира на 19 декември 1991 г. в автомобилна катастрофа край град Враня, Сърбия.
Има двама сина – Владимир и Сашо Миялков, а негов сестрин син е Никола Груевски.